# Marty Morrissey
Martin Morrissey (Mallow, 29 april 1958) is een Iers sportcommentator en televisiepresentator voor RTÉ. Hij verslaat met regelmaat belangrijke sportevenementen voor RTÉ Sport, zoals de All-Ireland Senior Football Championship en de Olympische Spelen.

## Biografie
Morrissey werd geboren in Mallow, County Cork (de geboorteplaats van zijn moeder), maar het gezin vertrok al spoedig naar The Bronx, New York. Toen hij elf jaar was keerde de familie terug naar Ierland en vestigde zich in zijn vaders geboorteplaats Mullagh in County Clare. Later ging Morrissey studeren aan de University College Cork (UCC) in Cork.
Tijdens zijn studententijd aan UCC trad hij op als coach van verschillende teams van Kilmurry Ibrickane GAA. Onder zijn coaching werden titels behaald op onder andere U-16- en Minor-niveau. Dit trok de aandacht van Zr. Cecilia, toenmalig directeur van de door de Sisters of Mercy geleide St. Joseph's Secondary School, die op dat moment een coach nodig had voor het jongensteam in Gaelic football. Morrissey accepteerde het aanbod. Hij nam de leiding van het team op zich in een periode dat de relatie tussen de naburige clubs Kilmurry Ibrickane GAA en Milltown Malbay GAA bijzonder slecht was en de rivaliteit gevaarlijk hoog. Door een team te vormen bestaande uit spelers uit de parochies Kilmurry Ibrickane, Milltown Malbay, Doonbeg en Cree-Cooraclare maakte Morrissey een einde aan deze spanningen. Onder zijn leiding behaalde het team de Munster titel 1983.
Vanwege zijn betrokkenheid bij het team werd Morrissey vervolgens gevraagd of hij een maand lang de lessen lichamelijke opvoeding waar kon nemen. Dit liep uit op een periode van vier jaar als docent aan de school, waarin hij onder meer les gaf in wiskunde, aardrijkskunde, handelswetenschappen en religie.

## Tv- en radiocarrière
Morrissey begon zijn omroepcarrière in 1988, toen hij in dienst trad bij het - inmiddels niet meer bestaande - lokale televisiestation "Cork Multi-Channel". Daarna werkte hij korte tijd in Londen bij "WH Smith's Lifestyle Channel". In 1989 ging hij bij het toen nieuwe lokale radiostation Clare FM aan de slag als nieuwsredacteur. Een jaar later stapte hij over naar het lokale radiostation van RTÉ in Cork. In 1994 vertrok hij naar Dublin en trad in dienst bij de sporttak van RTÉ TV.
Morrissey heeft commentaar geleverd bij vele sportevenementen, maar zijn focus ligt op de sporten georganiseerd door de Gaelic Athletic Association. Verder treedt hij op als sportverslaggever op RTÉ News en presenteert hij Saturday Sport op RTÉ Radio 1. In mei 2011 begon hij met het presenteren van het nieuwe RTÉ Two-programma The Committee Room, dat uitgezonden werd voor het zomerseizoen van de GAA. In 2012 nam hij het sportdiscussieprogramma Championship Matters voor zijn rekening.